# Экономическая система
Экономи́ческая систе́ма — совокупность всех экономических процессов, совершающихся в мире, государстве, стране (крае) или обществе на основе сложившихся в нём отношений собственности и хозяйственного механизма.
Во всех экономических системах для производства требуются специальные экономические ресурсы, а результаты хозяйственной деятельности распределяются, обмениваются и потребляются.

## Пять фундаментальных вопросов
Согласно К. Р. Макконнеллу и С. Л. Брю, существует пять фундаментальных вопросов (англ. five fundamental economic questions), которые определяют каждую экономическую систему:
1. Сколько следует производить?
2. Что следует производить?
3. Как эту продукцию следует производить?
4. Кто должен получить эту продукцию?
5. Способна ли система адаптироваться к изменениям?

## Экономическая система в разных научных школах
Понятие экономической системы (её содержание, элементы и структура) зависит от экономической школы. В неоклассической парадигме описание экономической системы раскрывается через микро- и макроэкономические концепции. Предмет неоклассиков определяется как исследование поведения людей, максимизирующих свою полезность в среде ограниченных ресурсов при неограниченных потребностях. Основными элементами являются: фирмы, домохозяйства, государство.
Институционалисты основной упор в исследовании экономических систем делают на институты: исследования институционалистов характеризуются стремлением разделить институты и организации. Институт рассматривается как любое устоявшееся правило или норма экономического поведения. Новые институционалисты делают акцент на системном подходе и обращают внимание на специфику экономических систем, изучая: способ координации, систему прав собственности, трансакционные издержки и систему контрактов.
Марксизм акцентирует своё внимание на системной методологии, основанной на диалектическом системном подходе. Диалектический подход в марксизме, во-первых, в качестве фундамента использует принцип исследования противоречий, диалектического единства противоположностей как основу функционирования экономических систем; во-вторых, выделяет не только количественные, но и качественные скачки в развитии экономических систем; в-третьих, акцентирует внимание на исторической ограниченности экономических систем. Марксистская логика наследует гегелевскую логику, подчёркивавшую то, что конкретным целым, системой, является «не результат, но результат с его становлением». Одним из непременных условий исследования экономических систем в виду развития марксистского подхода является изучением истории экономических систем или, как принято в марксизме, изучение способа производства.
Экономические системы также изучаются с точки зрения других теоретических школ, непосредственно связанных с экономической теорией. С точки зрения исследователей современного постиндустриального общества, постиндустриальная экономика (неоэкономика, «информационное общество» или «общество знаний») рождается как особый технологический уклад, который существенно видоизменяет экономические и социальные системы в целом. В парадигме «экономики развития» выделяется специальная группа стран «третьего мира», где имеются ряд важных закономерностей: институциональная структура, особенности макроэкономической динамики, особая модель. Таким образом, экономика развития рассматривает класс специальных экономических систем. В отличие от господствующих концепций неоклассики и нового институционализма, историческая школа делает акцент на исторически сложившихся различиях национальных экономических систем.

## Параметры сравнения экономических систем
Основным фактором экономической системы являются экономические институты. Их становление, развитие и изменение напрямую влияет на тип экономической системы. Так, появление института частной собственности в экономике и его развитие способствует развитию экономической системы капитализм. Как правило, наибольшую роль для смены экономической системы играет изменение института собственности и изменение института экономической регуляции (хозяйственного механизма). Изменение других институтов также может играть важную роль и лежать в основе различных классификаций.

### Технико-экономические и постэкономические параметры
Экономические системы изучаются с точки зрения технологических укладов. С точки зрения структуры это: доиндустриальные, индустриальные и постиндустриальные экономические системы. Важным параметром для постиндустриальных систем является мера развития творческой деятельности и её роль в экономике. Для её измерения обычно используют измеряемые параметры уровня образования, например, доля лиц с высшим образованием, структура профессиональной занятости и т. п. Важнейшей характеристикой является оценка в экономической системе меры решения экологических проблем. Демографические параметры позволяют ответить на вопросы, связанные с приближением экономической системы к постиндустриальному обществу, причём прямое отношение к данным параметрам имеют: продолжительность жизни, детская смертность, заболеваемость, иные параметры здоровья нации. Удельный вес постиндустриальных технологий обычно исчисляется по доле занятых в производстве различных отраслей в общей массе ВВП.

### Соотношение плана и рынка (аллокация ресурсов)
Данные параметры особо актуальны для стран с переходной экономикой. Даётся характеристика механизмам государственного планирования экономики, развитие товарно-денежных отношений, меры развития натурального хозяйства, мера развития теневой экономики. Характеристика развития рынка: мера развития институтов рынка, мера рыночной самоорганизации (конкуренции), насыщенность рынка (отсутствие дефицита), структура рынка. Меры развития регулирования: антимонополистическое регулирование; мера развития государственного регулирования (селективное регулирование, антициклическое регулирование, программирование); мера развития регулирования со стороны общественных объединений. Более детальное изучение роли государства в экономике осуществляется в теории общественного выбора, которая рассматривает процесс принятия правительством решений, систему общественного договора (конституционная экономика) и проч. .

### Параметры сравнения отношений собственности
При анализе экономических систем даётся характеристика соотношения долей государственных, кооперативных и частных предприятий. Тем не менее, такая характеристика формальна, для более глубокой характеристики экономической системы используются качественные и количественные характеристики описания сущности форм и способов контроля собственности и её присвоения. Например, для стран с переходной экономикой дать такую характеристику можно, ответив на следующие вопросы:
- мера концентрации властных полномочий в руках бюрократического партийно-государственного аппарата и обособления государства от общества (трудящиеся не участвуют в присвоении общественного богатства);
- степень централизации/децентрализации государственной собственности («перенос» некоторых функций управления на уровень предприятий) и, например, огосударствление кооперативной собственности;
- мера разложения государственно-бюрократической пирамиды экономической власти и образование «замкнутых ведомственных систем», усиление власти на местах, в регионах.

С течением времени экономическая система может демократизироваться, когда больший объём полномочий управления собственностью и присвоения отходит предприятиям и частным лицам.
Важной характеристикой отношений собственности являются формы собственности, какова доля предприятий: находящихся полностью в государственной собственности; акционерных предприятий, контрольный пакет акций которых находится в руках государства; кооперативов и коллективных предприятий; акционерных предприятий, контрольный пакет акций которых находится в руках работников; акционерных предприятий, где контрольный пакет принадлежит частных лицам и частным корпорациям; частных личных предприятий, использующих наёмный труд; основанных на личным труде собственников; предприятия, принадлежащие иностранцам; собственность общественных организаций; различные типы совместных предприятий.

### Сравнительный анализ социальных параметров
Уровень и динамика реальных доходов. «Цена» получаемого реального дохода (продолжительность рабочей недели, фонд рабочего времени семьи, интенсивность труда). Качество потребления (насыщенность рынка, затраты времени в сфере потребления). Доля свободного времени, направления его использования. Качество и содержание труда. Развитие социально-культурной сферы, доступность её услуг. Развитие научно-образовательной сферы и её доступность.

### Сравнительное исследование механизма функционирования экономических систем
ВВП и его структура, региональное распределение ВВП, доля услуг, доля военных затрат, развитие социокультурных отраслей. Показатели роста/спада. Показатели сбалансированности развития экономической системы. Инфляция во времени и пространстве. Включение экономической системы в мировую экономику (степень открытости экономической системы).

## Современная рыночная экономическая система
Рынок — сложная экономическая система общественных взаимоотношений в сфере экономического воспроизводства. Он обусловлен несколькими принципами, которые обуславливают его сущность и отличают от других экономических систем. Эти принципы основываются на свободе человека, его предпринимательских талантах и на справедливом отношении к ним государства.
Данных принципов немного, однако их важность для самого понятия рыночной экономики крайне велика. Причём эти основы, а именно: свобода индивида и честное соревнование — очень тесно связаны с понятием правового государства. Гарантии же свободы и честного соревнования могут быть даны лишь в условиях гражданского общества и правового государства. Но и сама суть прав, обретённых человеком в условиях правового государства, есть право свободы потребления: каждый гражданин вправе устраивать свою жизнь так, как ему представляется, в рамках его финансовых возможностей. Человеку необходимо, чтобы права на собственность были нерушимыми, и в этой защите своих прав основную роль играет он сам, а роль по защите от незаконных посягательств на собственность гражданина других граждан берёт на себя государство. Такой расклад сил удерживает человека в рамках закона, так как в идеале государство стоит на его стороне. Закон, который начинают уважать, какой бы он ни был, становится справедливым хотя бы для того, кто его уважает. Но, защищая права граждан, государство не должно переходить границу, как тоталитаризма, так и хаоса. В первом случае инициатива граждан будет сдерживаться или проявляться в извращённом виде, а во втором — государство и его законы могут быть сметены насилием. Однако «дистанция» между тоталитаризмом и хаосом достаточно велика, и государство в любом случае должно играть «свою» роль. Роль эта заключается в эффективном регулировании хозяйства. Под регулированием следует понимать весьма широкий спектр мер, и чем эффективнее его использование, тем выше доверие к государству.

### Отличительные черты
Отличительные черты рыночной экономики:
- многообразие форм собственности, среди которых по-прежнему ведущее место занимает частная собственность в различных видах;
- развёртывание научно-технической революции, ускорившей создание мощной производственной и социальной инфраструктуры;
- ограниченное вмешательство государства в экономику, однако роль правительства в социальной сфере по-прежнему велика;
- изменение структуры производства и потребления (возрастание роли услуг);
- рост уровня образования (послешкольное);
- новое отношение к труду (творческое);
- повышение внимания к окружающей среде (ограничение безоглядного использования природных ресурсов);
- гуманизация экономики («человеческий потенциал»);
- информатизация общества (увеличение численности производителей знаний);
- ренессанс малого бизнеса (быстрое обновление и высокая дифференциация выпускаемой продукции);
- глобализация хозяйственной деятельности (мир стал единым рынком).

## Традиционная экономическая система
Традиционная экономическая система — самая древняя экономическая система, характерная для первобытного общества и ситуаций ограниченности ресурсов. В настоящее время традиционная экономическая система существует в сельскохозяйственных зонах Южной Америки, Азии и Африки и других регионах Земли. Этот тип экономической системы базируется на отсталой технологии, широком распространении ручного труда, многоукладности экономики. Для традиционной экономики характерно натуральное хозяйство.
Многоукладность экономики означает существование при данной экономической системе различных форм хозяйствования. Сохраняются в ряде стран натурально-общинные формы, основанной на общинном ведении хозяйства и натуральных формах распределения созданного продукта. Огромное значение имеет мелкотоварное производство. Оно основано на частной собственности на производственные ресурсы и личном труде их владельца. В странах с традиционной системой мелкотоварное производство представлено многочисленными крестьянскими и ремесленными хозяйствами, которые доминируют в экономике.
В условиях относительно слабо развитого национального предпринимательства огромную роль в экономике рассматриваемых стран часто играет иностранный капитал.
Для традиционной экономической системы характерно низкопроизводительное фермерство, охота и собирательство — нет регулярных излишков пищи, и поэтому торговля не носит постоянный характер.
В жизни общества преобладают освещённые веками традиции и обычаи, религиозные культурные ценности, кастовые и сословные деления, сдерживая социально-экономический прогресс.
Решение ключевых экономических задач имеет специфические особенности в рамках различных укладов. Для традиционной системы характерна такая особенность — активная роль государства. Перераспределяя через бюджет значительную часть национального дохода, государство направляет средства на развитие инфраструктуры и оказания социальной поддержки беднейшим слоям населения.
Традиционная экономика основана на традициях, передающихся из поколения в поколение. Эти традиции определяют какие товары и услуги производить, для кого и каким образом. Перечень благ, технология производства и распределение базируются на обычаях страны. Экономические роли членов общества определяются наследственностью и кастовой принадлежностью. Такой тип экономики сохраняется сегодня в ряде так называемых слаборазвитых стран, в которые технический прогресс проникает с большими трудностями, ибо он, как правило, подрывает устоявшиеся в этих системах обычаи, традиции.
Преимущества традиционной экономики:
- преемственность;
- низкий уровень загрязнения окружающей среды по сравнению с более прогрессивными экономическими системами;
- простота организации.

Недостатки традиционной экономики:
- беззащитность перед внешними воздействиями;
- низкий уровень и нестабильность доходов, нехватка продуктов;
- ограничения роста экономики;
- неспособность к самосовершенствованию, к прогрессу.

Отличительные черты:
- крайне примитивные технологии;
- преобладание ручного труда;
- низкий уровень товарообмена;
- все ключевые экономические проблемы решаются в соответствии с вековыми обычаями;
- организация и управление экономической жизнью осуществляется на основе решений совета.

Традиционная экономическая система: Буркина-Фасо, Бурунди, Бангладеш, Афганистан, Бенин. Это наименее развитые страны мира. Экономика ориентирована на сельское хозяйство. В большинстве стран преобладает разрозненность населения в виде национальных (народных) групп. ВНП на душу населения не превышает 400 долларов. Экономика стран представлена в основном сельским хозяйством, редко горнодобывающей промышленностью. Всё, что производится и добывается не в состоянии прокормить и обеспечить население этих стран. В противовес этим государствам выступают страны с более высоким доходом, но тоже ориентированные на сельское хозяйство — Кот-д’Ивуар, Пакистан.

## Плановая (централизованная) экономическая система
Плановая экономика (административно-командная система) ранее господствовала в СССР, странах восточной Европы, и ряде азиатских государств.
Характерными чертами АКС является общественная (государственная) собственность практически на все экономические ресурсы, монополизация и бюрократизация экономики в специфических формах, централизованное экономическое планирование как основа хозяйственного механизма.
Хозяйственный механизм АКС имеет ряд особенностей. Он предполагает, во-первых, непосредственное управление всеми предприятиями из единого центра — высших эшелонов государственной власти, что сводит на нет самостоятельность хозяйственных субъектов. Во-вторых, государство полностью контролирует производство и распределение продукции, в результате чего исключаются свободные рыночные взаимосвязи между отдельными хозяйствами. В-третьих, государственный аппарат руководит хозяйственной деятельностью с помощью, преимущественно, административно-распорядительных (командных) методов, что подрывает материальную заинтересованность в результатах труда.
Полное огосударствление хозяйства вызывает невиданную по своим масштабам монополизацию производства и сбыта продукции. Гигантские монополии, утвердившиеся во всех областях народного хозяйства и поддерживаемые министерствами и ведомствами, при отсутствии конкуренции не заботятся о внедрении новинок техники и технологии. Для порождаемой монополией дефицитной экономики характерно отсутствие нормальных материальных и людских резервов на случай нарушения сбалансированности хозяйства.
В странах с АКС решение общеэкономических задач имело свои специфические особенности. В соответствии с господствующими идеологическими установками задача определения объёма и структуры продукции считалась слишком серьёзной и ответственной, чтобы передать её решение самим непосредственным производителям — промышленным предприятиям, совхозам и колхозам.
Централизованное распределение материальных благ, трудовых и финансовых ресурсов осуществлялось без участия непосредственных производителей и потребителей, в соответствии с заранее выбранными как общественные целями и критериями, на основе централизованного планирования. Значительная часть ресурсов в соответствии с господствующими идеологическими установками направлялась на развитие военно-промышленного комплекса.
Распределение созданной продукции между участниками производства жёстко регламентировалось центральными органами посредством повсеместно применяемой тарифной системы, а также централизованно утверждаемых нормативов средств в фонд заработной платы. Это вело к преобладанию уравнительного подхода к оплате труда.
Основные черты:
- государственная собственность практически на все экономические ресурсы;
- сильная монополизация и бюрократизация экономики;
- централизованное, директивное экономическое планирование как основа хозяйственного механизма.

Основные черты хозяйственного механизма:
- непосредственное правление всеми предприятиями из единого центра;
- государство полностью контролирует производство и распределение продукции;
- государственный аппарат руководит хозяйственной деятельностью с помощью преимущественно административно-командных методов.

Этот тип экономической системы характерен для: Кубы, Вьетнама, Северной Кореи. Централизованная экономика с подавляющей долей государственного сектора в большей степени зависит от сельского хозяйства и внешней торговли.

## Смешанная (гибридная) экономическая система
Смешанная экономика представляет такую экономическую систему, где и государство, и частный сектор играют важную роль в производстве, распределении, обмене и потреблении всех ресурсов и материальных благ в стране.
Присутствует многоукладность: регулирующая роль рынка дополняется механизмом государственного регулирования, а частная собственность сосуществует с общественно-государственной. Смешанная экономика возникла в межвоенный период и по сей день представляет наиболее эффективную форму хозяйствования. Можно выделить пять основных задач, решаемых смешанной экономикой:
- обеспечение занятости;
- полное использование производственных мощностей;
- стабилизация цен;
- параллельный рост заработной платы и производительности труда;
- равновесие платёжного баланса.

Отличительные черты:
- приоритетность рыночной организации экономики;
- многосекторность экономики;
- государственное управляющее предпринимательство сочетается с частным при всесторонней его поддержке;
- ориентация финансовой, кредитной и налоговой политики на экономический рост и социальную стабильность;
- социальная защита населения.

Данный тип экономической системы характерен для России, Китая, Швеции, Франции, Японии, Великобритании.